# 铁骊突离剌
铁骊突离剌（?—?），金朝开国大臣。铁骊部人。
铁骊部是辽金东北的一个部族。又作铁离，有时也写作铁甸。史书中有时以铁勒代铁离。天庆四年（1114年），其王回离保率所部归附女真。金太宗天会八年（1130年），突离剌被金国封为同中书门下平章事。铁骊部逐渐成为金代女真的一部分。